# Cakóháza
Cakóháza is een plaats (község) en gemeente in het Hongaarse comitaat Győr-Moson-Sopron. Cakóháza telt 61 inwoners (2001).